# Idiops petiti
Idiops petiti (лат.) — вид мигаломорфных пауков рода Idiops из семейства Idiopidae.

## Распространение
Южная Америка (Бразилия).

## Описание
Пауки среднего размера, длина от 1 до 2 см. Самец: карапакс и ноги красновато-коричневые, тазики желтоватые, стернум коричневый, брюшко серое. Самка: карапакс и ноги коричневые, стернум светло-коричневый, брюшко серое. Самец Idiops petiti отличается от самца других неотропических видов, за исключением Idiops carajas, наличием голени пальп с шипами, сосредоточенными в базальной половине ретролатерального вдавления, апофизом голени с узкой апикальной ветвью и прямоугольной формы и наличием латеральной ламеллы, которая простирается вдоль средней части эмболуса. Отличается от I. carajas тем, что субапикальная часть эмболуса тонкая и прямая, метатарсус I ноги слегка изогнут и с небольшим пролатеральным выступом на апикальной половине. Самки отличаются от сородичей, за исключением I. carajas, наличием сперматек с большим склеротизированным трапециевидным основанием и V-образными протоками. От I. carajas отличается крупными рецептакулами овальной формы. Тазики ног без шипов. Хелицеры с продольным рядом крупных зубцов и ретролатеральным рядом меньших зубцов, ретролатеральные зубцы занимают базальную треть хелицер. Ноги с тремя коготками на лапках. Брюшко овальной формы. Передние боковые глаза (ALE) расположены рядом с кромкой клипеального края.